# Petre Roman
Petre Roman, romunski politik, * 22. julij 1946, Bukarešta.
Roman je bil: predsednik vlade Romunije (1989-1991), predsednik Senata Romunije (1996-1999) in minister za zunanje zadeve Romunije (1999-2000).